# 納塔林
50°29′31″N 25°5′30″E / 50.49194°N 25.09167°E
納塔林（烏克蘭語：Наталин），是烏克蘭的村落，位於該國西部沃倫州，由盧茨克區負責管轄，始建於1890年，面積8.14平方公里，海拔高度227米，2001年人口191，人口密度每平方公里23.46人。